# دانوب
نَهْرُ الدَّانُوب هو ثاني أطول نهر في أوروبا بعد نهر الفولغا في روسيا. يتدفق عبر وسط وجنوب شرق أوروبا، من الغابة السوداء جنوبًا إلى البحر الأسود. يُعد نهرًا كبيرًا ومهمًا تاريخيًا، حيث كان في السابق حدودًا للإمبراطورية الرومانية. في القرن الحادي والعشرين، يربط عشرة دول أوروبية، مارًا عبر أراضيها أو محددًا حدودها. ينشأ نهر الدانوب في ألمانيا، ويتدفق جنوب الشرق مسافة 2850 كيلومترًا (1770 ميل)، مارًا عبر أو محددًا لحدود النمسا وسلوفاكيا والمجر وكرواتيا وصربيا ورومانيا وبلغاريا ومولدوفا وأوكرانيا. من بين العديد من المدن على النهر، توجد أربع عواصم وطنية: فيينا، براتيسلافا، بودابست، وبلغراد. تبلغ مساحة حوض تصريفه 817,000 كيلومتر مربع (315,000 ميل مربع) ويمتد إلى تسع دول أخرى.
ينبع أطول مصدر مائي لنهر الدانوب، بريج، في فورتفانغن في الغابة السوداء، بينما يحمل النهر اسمه من التقاء منابعه في حديقة القصر في دوناوشينغن فصاعدًا. منذ العصور القديمة، كان نهر الدانوب طريقًا تجاريًا تقليديًا في أوروبا. اليوم، يمكن الملاحة في 2,415 كيلومترًا (1,501 ميل) من طوله الإجمالي. يرتبط نهر الدانوب ببحر الشمال عبر قناة الراين-ماين-دانوب، التي تربط نهر الدانوب في كيلهايم بنهر ماين في بامبرغ. كما يُعد النهر مصدرًا مهمًا للطاقة الكهرومائية ومياه الشرب.
يعتبر حوض نهر الدانوب موطنًا لأنواع من الأسماك مثل سمك الكراكي، والزاندر، والهوشن، وسمك السلور ويلس، والبيربوت، والتنش. كما أنه موطن لأنواع متنوعة من أسماك الشبوط والحفش، بالإضافة إلى السلمون والسلمون المرقط. تعيش بعض أنواع الأسماك القادرة على التكيف مع الملوحة، مثل القاروص الأوروبي والبوري والأنقليس، في دلتا الدانوب والجزء السفلي من النهر.

## التاريخ
كان حوض نهر الدانوب موقعًا لبعض أقدم الثقافات الإنسانية. تشمل الثقافات النيوليثية الدانوبية ثقافات الفخار الخطي في حوض الدانوب الأوسط. تقع العديد من مواقع حضارة الفينكا (فينكا، صربيا) التي تعود إلى الألفية السادسة إلى الثالثة قبل الميلاد على طول نهر الدانوب. تشتهر حضارة فوشيدول التي تعود إلى الألفية الثالثة قبل الميلاد (من موقع فوشيدول بالقرب من فوكوفار، كرواتيا) بفخارها.
عبر داريوس الأكبر، ملك فارس، النهر في أواخر القرن السادس قبل الميلاد لغزو السكيثيين الأوروبيين وإخضاعهم.
هزم الإسكندر الأكبر ملك تريبيليان سيرموس والقبائل البربرية الشمالية من التراقيين والإيليريين بالتقدم من مقدونيا حتى نهر الدانوب في عام 336 قبل الميلاد.
تحت حكم الرومان، شكل نهر الدانوب حدود الإمبراطورية مع القبائل الشمالية تقريبًا من منبعه إلى مصبه. في الوقت نفسه، كان طريقًا لنقل القوات وإمداد المستوطنات في اتجاه المصب. من عام 37 ميلادي إلى عهد الإمبراطور فالنتينيان الأول (364-375)، كان حدود الإمبراطورية الشمالية الشرقية تعرف باسم «حدود الدانوب» مع بعض الانقطاعات العرضية مثل سقوط حدود الدانوب في عام 259. عبرت الإمبراطورية الرومانية نهر الدانوب إلى داسيا، أولًا في معركتين في عام 102 ثم في عام 106 بعد بناء جسر في عام 101 بالقرب من مدينة الحامية دروبيتا عند بوابة الحديد. هذا النصر على داسيا تحت حكم ديسيبالوس مكّن من إنشاء مقاطعة داسيا، ولكن في عام 271 تم التخلي عنها من قبل الإمبراطور أوريليان.
استخدم الآفار النهر كحدودهم الجنوبية الشرقية في القرن السادس.

### المنظورات الثقافية القديمة لنهر الدانوب الأدنى
كان جزء من نهري الدانوب أو إستروس معروفًا أيضًا (مع البحر الأسود) باسم أوكيانوس في العصور القديمة، وكان يُطلق عليه نهر أوكيانوس. كان يُطلق على نهر الدانوب السفلي اسم كيراس أوكيانوي في «الأرجوناوتيكا» لأبولونيوس الرودسي.
في نهاية نهر أوكيانوس، تقع الجزيرة المقدسة ألبا (ليوكي، بيثو نيسي، جزيرة الثعبان)، المقدسة للإله بيلسجي (ومن بعده، أبولو اليوناني)، حيث ترحب بالشمس المشرقة في الشرق. يشير هيكاتيوس الأبديري إلى جزيرة أبولو في منطقة الهايبر بوريين، في أوكيانوس. في إحدى نسخ أسطورته، دُفن البطل أخيل في ليوكي (حتى اليوم، يُطلق على أحد مصبات نهر الدانوب اسم تشيليا). تروي الأغاني الشعبية الرومانية القديمة قصة دير أبيض على جزيرة بيضاء مع تسعة كهنة.

### المنافسة على طول الدانوب
بين أواخر القرن الرابع عشر وأواخر القرن التاسع عشر، تنافست الإمبراطورية العثمانية أولًا مع مملكة صربيا، والإمبراطورية البلغارية الثانية، ومملكة المجر، وإمارة الأفلاق، وإمارة مولدافيا، ولاحقًا مع الملكية الهابسبورغية، والكومنولث البولندي الليتواني، والإمبراطورية الروسية للسيطرة على نهر الدانوب (تونا باللغة التركية)، الذي أصبح الحدود الشمالية للإمبراطورية العثمانية لقرون. خوضت العديد من الحروب العثمانية-المجرية (1366-1526) والحروب العثمانية-الهابسبورغية (1526-1791) على طول النهر.
تشمل أهم الحروب التي خاضتها الإمبراطورية العثمانية على طول نهر الدانوب معركة نيقوبوليس (1396)، وحصار بلغراد (1456)، ومعركة موهاج (1526)، والحصار التركي الأول لفيينا (1529)، وحصار إسترغوم (1543)، والحرب الطويلة (1591-1606)، ومعركة فيينا (1683)، والحرب التركية الكبرى (1683-1699)، وحرب القرم (1853-1856) والحرب الروسية التركية (1877-1878).

### الحرب العالمية الثانية
خلال ترميم جسر مارغريت في بودابست عام 2011، اكتشفت بقايا بشرية. كانت معظم هذه البقايا ليهود ضحايا حزب الصليب المسهم اليميني المتطرف، الذي حكم المجر لفترة وجيزة في عام 1944.

## الاقتصاد

### مياه الشرب
على طول مساره، يعد نهر الدانوب مصدرًا لمياه الشرب لحوالي 20 مليون شخص. في بادن-فورتمبيرغ، ألمانيا، يأتي حوالي 30 بالمائة (اعتبارًا من عام 2004) من المياه للمنطقة بين شتوتغارت وباد ميرغنتهايم وآلن ومنطقة ألب-دوناو من مياه الدانوب المُنقاة. تستخدم مدن أخرى مثل أولم وباساو أيضًا بعض المياه من نهر الدانوب.
في النمسا والمجر، تسحب معظم المياه من مصادر جوفية وينابيع، ونادرًا ما تستخدم مياه نهر الدانوب. تجد معظم الدول صعوبة بالغة في تنظيف المياه بسبب التلوث الكبير الحاصل؛ لا تزال أجزاء فقط من رومانيا تحصل على مياه الشرب من نهر الدانوب حيث تكون المياه أنظف.

### الملاحة والتنقل
في القرن التاسع عشر، كان نهر الدانوب ممرًا مائيًا مهمًا، ولكنه كان، كما وصفته صحيفة «التايمز» البريطانية، «يجرفه الجليد سنويًا بحيث يرفع سفينة كبيرة من الماء أو يقطعها إلى نصفين كما لو كانت جزرة».
اليوم، باعتباره «الممر السابع» للاتحاد الأوروبي، يعد نهر الدانوب طريق نقل مهمًا. منذ افتتاح قناة الراين-ماين-دانوب، يربط النهر بين ميناء روتردام والمراكز الصناعية في أوروبا الغربية مع البحر الأسود، وأيضًا عبر قناة الدانوب-البحر الأسود، مع ميناء كونستانتا.
صمم الممر المائي للسفن الداخلية كبيرة الحجم (110 × 11.45 متر)، ولكنه يمكن أن يحمل سفنًا أكبر بكثير في معظم مساره. تحول جزء من نهر الدانوب إلى قنوات في ألمانيا (5 أقفال) والنمسا (10 أقفال). لم تُقدم مزيد من الاقتراحات لبناء عدد من الأقفال الجديدة لتحسين الملاحة، وذلك جزئيًا بسبب المخاوف البيئية.
أسفل أقفال فراودناو في فيينا، كانت قنونة نهر الدانوب محدودة بسد وأقفال غابشيكوفو بالقرب من براتيسلافا وأقفال بوابة الحديد المزدوجة في المقطع الحدودي من نهر الدانوب بين صربيا ورومانيا. تتمتع هذه الأقفال بأبعاد أكبر. أسفل بوابة الحديد، يتدفق النهر بحرية طوال الطريق إلى البحر الأسود، على مسافة تزيد عن 860 كيلومترًا (530 ميل).

## بعض المدن التي يمر بها النهر

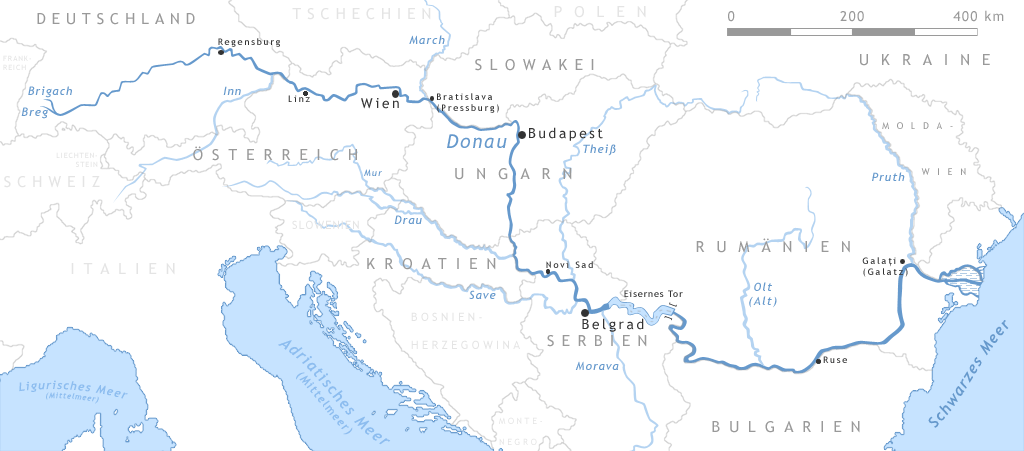
مسار نهر الدانوب.

في ألمانيا: أولم وإنغولشتات وريغنسبورغ.
في النمسا: بالإضافة إلى عاصمتها فيينا يعبر مدينة لينز.
في سلوفاكيا: يمر في عاصمتها براتيسلافا.
في المجر: بالإضافة إلى عاصمتها بودابست يمر في فاك.
في صربيا: بالإضافة إلى عاصمتها بلغراد يمر في مدينة نوفي ساد.
في بلغاريا: يمر في مدن فيدن وروسه وسيليسترا.
في رومانيا: يمر في مدن أهمها مولدوفا نوا، أورشوفا، دروبيتا تورنو سيفيرين، جورجيو وسولينا حيث يشكل منطقة دلتا الدانوب فمصبه في البحر الأسود.